# Sedum nussbaumerianum
Sedum nussbaumerianum, sinônimo Sedum adolphi, a pedra de cobre, é uma espécie de planta suculenta da família Crassulaceae nativa do México. Tornou-se naturalizado na Sicília e nas Ilhas Canárias.

## Cultivo
Esta espécie cresce até 20 cm de altura e tem pequenas flores brancas em forma de estrela. Cultive esta planta em solo úmido bem drenado e coloque em pleno sol, em locais como jardins de pedras. Propague esta planta a partir de seus cortes, folhas e sementes.
"Esta planta foi descoberta pela primeira vez por Carl Albert Purpus em uma nascente de enxofre em uma ravina em Zacualpan, Veracruz, México, em 1906 ou 1907, mas foi posteriormente descrita em 1923 pelo botânico alemão Bitter, que a nomeou em homenagem a Ernst Nussbaumer, o jardineiro-chefe do Jardim Botânico de Bremen na Alemanha. "

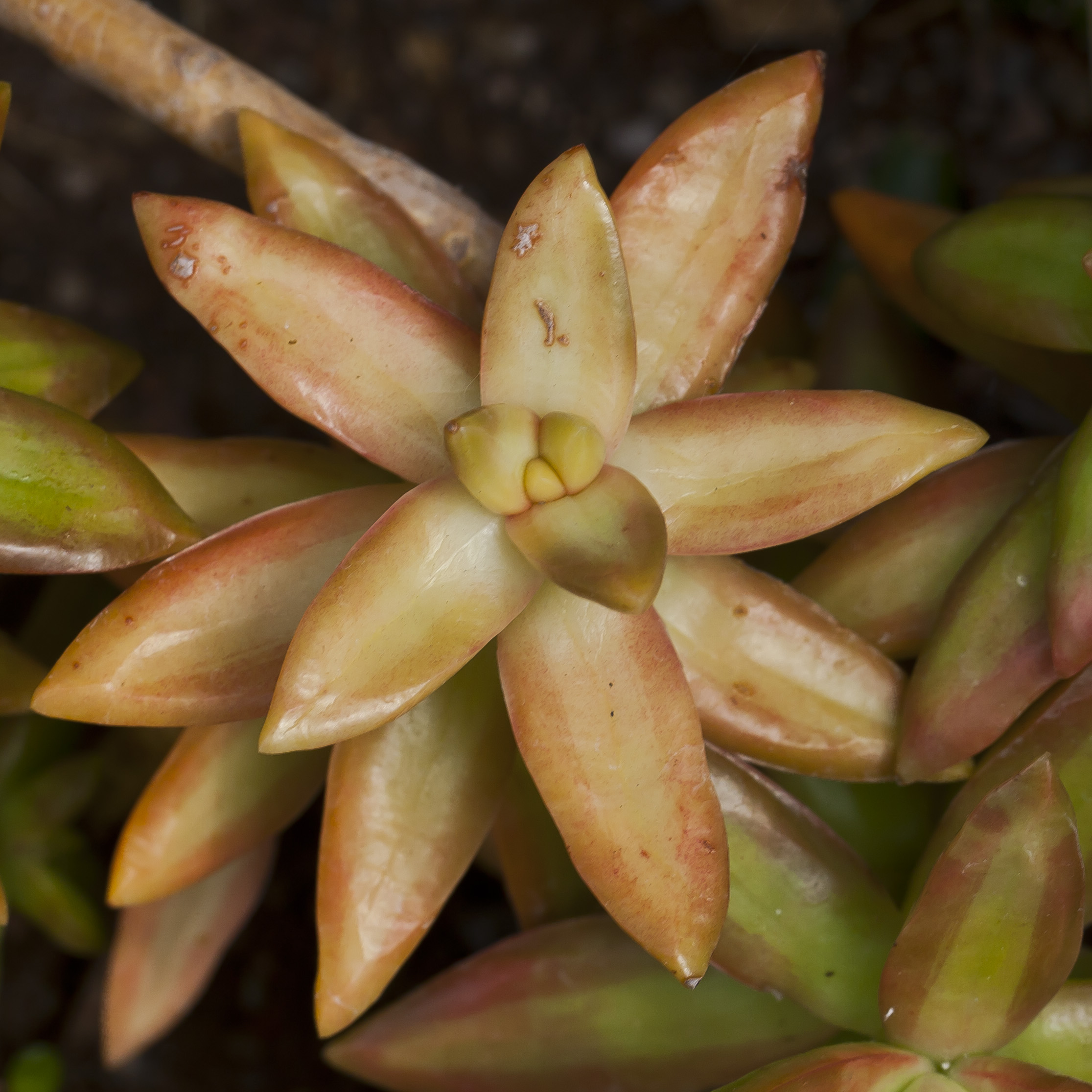
Visão detalhada.